# Ингольштадт (хоккейный клуб)
ЕРК Ингольштадт (нем. ERC Ingolstadt) — германский хоккейный
клуб из города Ингольштадт. Выступает в Немецкой хоккейной лиге (DEL).

## История
Клуб «ЕРК Ингольштадт» из Ингольштадта, Верхняя Бавария создан в 1964 году.
Выступает в Немецкой хоккейной лиге (DEL) с 2002 года.
Высшие достижением клуба — Чемпион Германии в 2014 году.
С 2003 года клуб проводит домашние матчи на Сатурн-арена в Ингольштадте.
Цвета клуба — синий, белый.

## Достижения
- Обладатель Кубка Германии — 2005
- Выход в высшую лигу DEL — 2002
- Чемпион 2-й бундеслиги — 2001
- Чемпион Германии — 2013/14